# Retrobulbär
Der Begriff retrobulbär (lat. retro „rückwärts“ und Bulbus (oculi) „Augapfel“) bedeutet in der medizinischen Fachsprache „hinter dem Augapfel“. wird vor allem im Zusammenhang mit retrobulbärer Blutabnahme (das Gewinnen von Blut aus dem Venengeflecht hinter dem Auge bei kleinen Säugetieren wie Mäusen), retrobulbärer Anästhesie (das Betäubungsmittel wird bei bestimmten Operationen hinter den Augapfel gespritzt) und retrobulbärer Injektion (im Gentransfer zur erhöhten Transfektionsrate der oberen Organe, wie der Lunge) verwendet.
Fälschlicherweise wird als Synonym manchmal retroorbital („hinter der Augenhöhle“) verwendet.

## Blutentnahme aus dem retrobulbären Venengeflecht
Die retrobulbäre Blutentnahme wurde bereits im Jahr 1913 von Auguste Pettit beschrieben, der diese Methode außer bei Nagern auch bei verschiedenen anderen Tieren bis hin zum Hund anwendete. Heute wird der retrobulbäre Venenplexus vor allem bei der Maus und der Ratte zur Blutentnahme in tierexperimentellen Studien verwendet. Hierbei wird meist eine dünne Glaskapillare unter drehenden Bewegungen in den inneren Augenwinkel geschoben; bei Erreichen des Venengeflechts tritt Blut in die Kapillare, das dann in einem Röhrchen aufgefangen werden kann.
Trotz der technischen Einfachheit wird diese Methode seit langem schon wegen ihrer potentiellen Folgeschäden kritisiert. So sind direkte Schäden der umliegenden Gewebe durch den Einstich beschrieben bzw. indirekte Druckschäden durch ins umliegende Gewebe austretendes Blut. Selbst Beschädigungen des Sehnervs mit daraus resultierender Beeinträchtigung des Sehvermögens wurden in Studien belegt. Diese Gewebeschäden treten auch auf, wenn gut ausgebildete und geübte Laboranten die Punktion durchführen.
Aufgrund der damit verbundenen potentiellen Leiden des Tieres, wurden verschiedene Alternativtechniken zur Blutentnahme entwickelt. Hierzu zählen z. B. die Blutentnahme aus der Vena saphena lateralis oder die sublinguale Blutentnahme, die sich als geeignete Alternativen etabliert haben.